# Justo Páez Molina
Justo Pastor Páez Molina (El Salto, Calamuchita, Argentina, 7 de agosto de 1902 - Córdoba, 22 de abril de 1969) fue un político radical argentino, quincuagésimo segundo (52.º) Gobernador de Córdoba elegido constitucionalmente.

## Orígenes
Justo Páez Molina, el menor de los nueve hijos de Francisco Páez Torres y Martina Molina, nació en la pequeña población denominada “El Salto”, casi en los límites de los departamentos Tercero Arriba y Calamuchita pero dentro de este último. El paraje se encuentra sumergido desde 1979 bajo las aguas del Dique Piedras Moras.
Páez Molina comenzó a militar en la Unión Cívica Radical y ocupó diversos cargos. 

### Concejal de Córdoba
Fue concejal de la Ciudad de Córdoba durante el primer mandato de Donato Latella Frías (1936-1940) desde donde marcó rumbos,se desempeñó como vicepresidente primero del Concejo Deliberante (1936-1937) y la presidencia permanente de la comisión de Presupuesto y Hacienda. Por entonces, perteneció al Núcleo Renovador que sostuvo la candidatura a gobernador de Amadeo Sabattini. Bajo el liderazgo de éste, sirvió como Delegado al Comité Nacional del radicalismo desde enero de 1937.
Luego de terminado su mandato como concejal fue secretario en la Honorable Cámara de Diputados de la provincia (1940-1943).

### Candidato a Senador Provincial 1948
En las Elecciones provinciales de Córdoba de 1948 fue candidato a senador provincial por el Departamento Calamuchita saliendo en segundo lugar por lo cual no resultó electo.

### Diputado Provincial
En las Elecciones provinciales de Córdoba de 1951 fue elegido Diputado Provincial para el periodo 1952-1956, banca que ocupó hasta el golpe de 1955.

## La Unión Cívica Radical del Pueblo
Luego del golpe de Estado del 16 de septiembre de 1955 se reinició un largo período de inestabilidad política en la Argentina. Los militares proscribieron al peronismo y la Unión Cívica Radical se dividió en dos, según la postura que cada sector asumía frente al peronismo: rechazando (radicales intransigentes) o aceptando (radicales del pueblo) su proscripción.
A fines de 1956, frente a la nominación de Arturo Frondizi como candidato presidencial, los sectores balbinistas del MIR -que se habían opuesto a nominar un candidato sin recurrir al voto directo de los afiliados (postura histórica del MIR)-, los unionistas y sabattinistas se separaron del Comité Nacional; con el apoyo -entre otros- de los comités de las provincias de Buenos Aires, Córdoba, Entre Ríos y el Comité Capital. Así, el Comité Nacional resolvió la intervención de la UCR de Córdoba el 7 de febrero de 1957 y desplazó del comité provincial al grupo de Eduardo Gamond y Páez Molina.
El 16 de febrero, los dirigentes desplazados constituyeron un Comité Nacional Provisorio -presidido por Crisólogo Larralde- con el nombre de Unión Cívica Radical del Pueblo (UCRP). Por su parte el sector frondizista, que contaba con importante presencia juvenil, tomó el nombre de Unión Cívica Radical Intransigente (UCRI).

## Crisis de gobernabilidad
Páez Molina adhirió a la UCRP desde el momento de la escisión radical y tomó bajo su mando la tarea de reorganización partidaria, tras la derrota de Eduardo Gamond en la elección general de gobernador de 1958 los simpatizantes peronistas votaron mayoritariamente por los candidatos de la UCRI, dándole la victoria al exsenador provincial Arturo Zanichelli-.
El desgaste político del gobernador Zanichelli fue notable, en el contexto de un clima nacional de inestabilidad económica y malestar social que erosionó la base de apoyos del presidente Arturo Frondizi. El déficit fiscal, los aumentos en el índice del costo de vida y los desequilibrios en la balanza comercial junto con el nivel de deterioro continuo de los salarios reales afectó la paz social y las tensiones se manifestaban, más y más, a través de actos de violencia. En paralelo la provincia fue una de las más castigadas por el accionar del Plan Conintes creado secretamente por Arturo Frondizi el 14 de noviembre de 19581y que se mantuvo vigente hasta el 1 de agosto de 1961,cuyo objetivo era poner fin a una serie de protestas laborales haciendo uso de la represión estatal, otorgándole, a su vez, "una amplia jurisdicción a las Fuerzas Armadas en la lucha contra los disturbios internos" recurriendo a las Fuerzas Armadas en la represión de las huelgas y protestas obreras, las movilizaciones estudiantiles y ciudadanas en general.
La crisis de gobernabilidad se acentuó con las elecciones generales del 27 de marzo de 1960. Esta vez, la abstención del peronismo -se expresó en el voto en blanco- posibilitó el triunfo de la UCRP. Conflictos internos con el sabatinismo llevaron a una parálisis del gobierno. La provincia fue intervenida el 15 de junio de 1960 por el presidente Frondizi. Hasta la convocatoria a elecciones generales del 18 de marzo de 1962, se sucedieron dos interventores federales: Juan Francisco de Larrechea y Jorge Bermúdez Emparanza. El deterioro de la situación provincial durante su gobierno incluyó un conjunto amplio de variables, un proceso crucial de la crisis política cordobesa, que culmina en el Cordobazo de 1969. El frondicismo local, rebelde a las directivas nacionales, fue destruido políticamente por el propio Frondizi mediante la intervención a la provincia, el relegamiento del sistema de partidos arrastró a una virtual disolución del propio aparato partidario oficialista.

## La rehabilitación del peronismo
La estabilidad política del gobierno constitucional de Frondizi dependía de las reglas electorales que definían la distribución de las bancas en el Congreso y los resultados de las elecciones de 1962. En esas elecciones estaban en juego el control de la Cámara de Diputados de la Nación Argentina -por primera vez desde 1958 la UCRI podría reducirse a una minoría- y las gobernaciones de varias provincias.
El primer gran reto en 1961 fue la decisión de los dirigentes peronistas de presentar a consideración de las autoridades electorales listas de candidatos propios; utilizando para ello, partidos políticos de diversa denominación como instrumento legal para captar el voto de los seguidores del expresidente Juan Domingo Perón debido a la proscripción que pesaba sobre el partido : En la Capital Federal y la provincia de Buenos Aires el peronismo se presentó con el nombre de Unión Popular; en Córdoba, La Pampa, el Chaco, Jujuy y Tucumán bajo la sigla Partido Laborista; en Mendoza, Santiago del Estero y Entre Ríos con el nombre Tres Banderas; en Neuquén como Movimiento Popular Neuquino; en Río Negro como Partido Blanco; en Misiones como Partido Justicialista y en Chubut y Santa Cruz como Partido Populista.[cita requerida]
El impulsó al Presidente Frondizi a legalizar la participación del movimiento neoperonista; aunque manteniendo la proscripción del expresidente exiliado y con sujeción a un convenio secreto celebrado entre el presidente y el gabinete de seguridad exterior, mediante el cual se garantizaba la intervención federal en aquellos distritos en los que triunfara el peronismo.

## Los comicios del 18 de marzo de 1962
La UCRP de Córdoba se preparó para afrontar las elecciones del 18 de marzo de 1962 con grandes probabilidades de éxito. Sabattini había muerto y Santiago H. del Castillo no logró imponer un candidato de su preferencia. La disputa interna se centró en torno a Arturo Illia y Páez Molina, quien además de presidir el partido lideraba la corriente sabattinista. No obstante, luego de una gran asamblea partidaria celebrada en la Casa Radical se votó el binomio Illia-Páez Molina para la provincia -ratificada luego en comicios internos ( ganadole a la fórmula Gabriel Oddone- Norberto Spertino)-; e imponiéndose la candidatura de Juan Masjoan a la Intendencia de Córdoba.
Bajo la estrecha custodia y vigilancia de escuadrones militares, hombres y mujeres habilitados por la autoridad electoral emitieron sus sufragios.[cita requerida] No obstante, Masjoan perdió la elección municipal cordobesa ante el peronista Raúl Bercovich Rodríguez.
Cuando los resultados preliminares en el país mostraron un claro dominio del peronismo -el combativo dirigente sindical textil Andrés Framini ganó en Buenos Aires- se desató una tormenta política. En ese sentido, bajo presión de las Fuerzas Armadas, Frondizi dictó el Decreto N.º 2542 del 19 de marzo sometiendo a las provincias de Buenos Aires, Chaco, Río Negro, Santiago del Estero y Tucumán al control federal; estipulando la intervención federal de las mismas, aplicable tanto a las autoridades vigentes como a las electas. Para ello decreto la aplicación masiva de la intervención federal cuando el peronismo ganó diez de las catorce gobernaciones en juego, entre ellas la provincia de Buenos Aires. Ante esta situación Frondizi intervino todas las provincias adversas a su gobierno.
En Córdoba, Bermúdez Emparanza renuncia y deja a cargo de la Intervención a su ministro de gobierno, Mario Ismael Atencio. Diez días después el presidente Frondizi fue derrocado y detenido por el golpe del 29 de marzo de 1962, que resultó en asunción de José María Guido. Las presiones militares continuaron y este último declaró nulas todas las elecciones que se habían realizado en el país: 17 de diciembre, 14 de enero, 25 de febrero y 18 de marzo -Decreto del 23 de abril-.
El 26 de abril Atencio fue reemplazado por el general Aniceto A. Pérez -Jefe de la IV División del Ejército-; hasta la designación, el 9 de junio, del ingeniero Rogelio Nores Martínez. El gobierno nacional, entonces, dictó el Estatuto de los Partidos Políticos el 24 de julio -modificado el 19 de noviembre-, implantó el sistema proporcional en las representaciones partidarias, volvió a proscribir al peronismo, disolvió el Congreso -6 de septiembre- y el 14 de enero de 1963 convocó a nuevas elecciones limitadas y controladas por los militares para el día 7 de julio.

## Gobernador de Córdoba
Los resultados de los comicios de 1962 fortalecieron la posición nacional de los líderes radicales de Córdoba -en una corriente ya denominada Línea Córdoba-. La UCRP solo había logrado ganar la gobernación en una provincia (imponiéndose tanto a la UCRI como al peronismo): Córdoba. Ahora, las muertes de Sabattini (1960) y del Castillo (1962) dejaron a Illía como líder de los radicales y seguro candidato a la presidencia en 1963; por autoexclusión de Ricardo Balbín.
Las candidaturas en el radicalismo cordobés, entonces, se definían por antigüedad en la afiliación. Esta vez, el camino de Páez Molina a la candidatura a gobernador estaba libre de obstáculos. El segundo término de la fórmula provincial -el vicegobernador- decidieron dárselo a los dirigentes del Departamento Unión, como reconocimiento a los votos que otorgaron el triunfo a Illia en 1962. Así, inicialmente el candidato a vicegobernador era el exdiputado nacional José Luis Vesco. Sin embargo, Eduardo Gamond impone el nombre del exintendente de Bell Ville Hugo Leonelli. Todas las líneas internas quedaron expresadas en las listas de candidatos, aunque era evidente y significativa la cuota de participación y poder del sector de Víctor Martínez -candidato a Intendente de Córdoba- y Eduardo Angeloz -candidato a Senador del Departamento Capital-.
Las votaciones del 7 de julio de 1963 dieron el triunfo a Páez Molina, sobre Vaca Narvaja (UCRI) y Uanini (Partido Demócrata). El radicalismo del pueblo ganó la mayoría de las intendencias y obtuvo mayoría absoluta en la Cámara de Senadores. El senador Ricardo Serafini -luego reemplazado por Eduardo Angeloz- y el diputado José Miguel Zamamillo presidirían sus respectivos bloques. Aunque, en una importante demostración de poder, Carlos A. Béjar fue elegido presidente provisional del Senado a pesar de las preferencias del gobernador por Alejandro Olmedo, dirigente del departamento San Alberto.

### Un gobierno débil sin oposición fuerte
Asumió el gobierno de Córdoba el 12 de octubre de 1963 junto con el vicegobernador Hugo Leonelli. Su equipo de gobierno estuvo integrado, entre otros, por dirigentes como Oscar Soto López -Secretario General de la Gobernación y Ministro de Educación-, Roberto Ramaccioni, Narciso Ceballos, Jorge Arraya y Ramón Mestre.
En contraste con la distribución de fuerzas en el parlamento nacional, el predominio de la UCRP en la legislatura provincial era contundente. En la
Cámara de Diputados tenía 24 representantes contra sólo 4 del Partido Demócrata, 3 de la UCRI, 3 de UDELPA y 2 del Partido Demócrata Cristiano. En el senado, su predominio era aún mayor: de los 36 legisladores sólo uno era de la oposición y pertenecía al MID (Movimiento de Integración y Desarrollo). En rigor, la aplicación del sistema proporcional D’Hont, había beneficiado al radicalismo en los departamentos más grandes, dado que la primera minoría quedó sin la representación que antes le otorgaba la Ley Sáez Peña. Paralelamente varios integrantes del Partido Socialista, fuerte y de presencia histórica en la provincia mediterránea permanecían detenidos junto a líderes estudiantiles y obreros de origen peronista.
La provincia tenía dificultades financieras y atrasos importantes en sus pagos a empleados de la Administración y proveedores Tras la devaluación del peso acaecida en 1964 y la carestía se habían desatado fuertes protestas populares en las periferias de las principales ciudades de la provincia, entre ellas Río Cuarto, Villa Carlos Paz, Villa María, San Francisco, Jesús María, Cosquín, Alta Gracia, junto a masivas protestas estudiantiles ante la deriva autoritaria del gobierno, minaron la gobernabilidad de Molina poniendo en jaque la autoridad provincial. Siendo calificadas por el historiados Francisco Delich como un antecedente del futuro Cordobazo debido a la confluencia de intereses sociales, obreros y estudiantiles.
Algunas iniciativas de Páez Molina se aprobaron con amplio consenso legislativo. Así, en marzo de 1964 se sancionó la creación de un Registro de Bienes de los funcionarios y empleados de la provincia.
Los puntos más polémicos de la gestión de Páez Molina fueron su plan de obras públicas y la política educativa. El Plan Trienal de Obras –que contemplaba previsiones presupuestarias para la construcción de caminos, centrales térmicas, escuelas y hospitales- fue acusado por la bancada del Partido Demócrata, de ser la expresión de un “dirigismo económico totalitario”, similar al de la época peronista. De un tono similar, fueron las declaraciones de la Asociación de Industriales de Córdoba (ADIC) y la Bolsa de Comercio. Bajo su mandato se puso en funcionamiento la Central Hidroeléctrica Ingeniero Benjamín Reolin, la segunda usina que atraviesa el Río Tercero [cita requerida]fue puesta en marcha en 1966 y cuenta con turbinas tipo Francis de eje vertical (potencia: 13,2 MW, velocidad: 214 RPM), una potencia instalada de 33 MW, salto nominal de 30 m. y tres grupos generadores.
La sanción de la Ley 4733, que regía el Régimen de la Enseñanza Privada, fue su más importante batalla política, enfrentando a la comunidad católica. La confluencia entre oposición empresaria y oposición partidaria se combinó con la intervención política de la Iglesia Católica, motivada por  la derogación legislativa del "Decreto 928" que reglamentaba la enseñanza privada en la provincia. En virtud del mismo –que databa del período de gobierno del interventor federal Rogelio Nores Martínez, se creaba el Consejo General de Enseñanza Privada y se autorizaba a los colegios privados a estructurar sus propios planes de estudio. Sostenía, además, la proporcionalidad de los recursos estatales destinados a educación entre colegios públicos y privados. 
El punto más debatido, según Escudero, es haber exigido –en cumplimiento de la Constitución provincial- a la Iglesia Católica que los maestros y profesores de las escuelas confesionales fuesen diplomados. Cuestión que motivó una multitudinaria manifestación de católicos y evangelistas –bajo el impulso del cura Quinto Cagnelutti. En medio del debate legislativo, el arzobispo de Córdoba, Ramón Castellano, se dirigió al vicegobernador de la Provincia Hugo Leonelli para que no se aprobase la ley en cuestión. Exigiendo que el Gobierno de Córdoba respetara “el principio de lealtad al contenido ideológico de la enseñanza que orienta un determinado establecimiento” y afecta “el derecho de propiedad” en cuanto “la designación, ascenso y estabilidad del personal contratado es atributo inherente a la libre disposición que de sus bienes hace el propietario”.

### Deterioro político de Páez Molina y nuevo golpe de Estado
El gobierno de la UCRP debió convivir con su propia debilidad derivada del hecho de haber sido elegido en elecciones no libres, a causa de la proscripción del peronismo, y en minoría. La falta de reconocimiento de legitimidad al gobierno desde su inicio, se vio agravada por un plan de lucha del movimiento obrero cordobés y los cuestionamientos internos en el propio radicalismo. Entonces senador provincial, Angeloz integró un grupo de dirigentes que desde el Comité Provincia cuestionó la gestión de Páez Molina.
El 14 de marzo de 1965, debían celebrarse elecciones intermedias para el Congreso de la Nación. Luego del fallido intento de retorno de Perón a la Argentina en diciembre de 1964, la Cámara Nacional Electoral (CNE) -a indicación del gobierno- dispuso revocar la personería jurídica del Partido Justicialista por entender que existía "identidad vital y dependencia sociológica del Partido Justicialista con el Movimiento o Partido Peronista".
Aprovechando ciertas diferencias entre la conducción del exiliado Perón y el sindicalista metalúrgico Augusto Vandor, la CNE autorizó a distintas vertientes del peronismo a presentarse en las elecciones (en Córdoba competían bajo dos sellos, Unión Popular y el minúsculo Partido de la Justicia Social). A nivel nacional, pese a quedar empatados en el número de bancas en la Cámara de Diputados, la derrota de la UCRP resultó devastadora políticamente para el gobierno de Illia; mientras que en Córdoba, la lista de Unión Popular se impuso por leve diferencia a los candidatos radicales. Así, el peronismo obtuvo cinco bancas nacionales (Julio Antún Resca, Carlos Risso, los gremialistas Alejo Simó -UOM- y Raúl Roca -Obras Sanitarias de Río Cuarto- y el médico Carlos Cottonaro) y la UCRP cuatro (Luis Carlos Ratti, Mario Roberto, Norberto Spertino, Dídimo Horacio García Mayorga). Asimismo, en el Senado de la Provincia, ingresaron seis dirigentes de Unión Popular y uno del partido Justicia Social.
En la legislatura cordobesa, el peronismo brindó cooperación pese a las desprolijidades políticas del gobernador y su gabinete. El presidente del bloque de senadores peronistas, Ignacio Cáceres, ayudó en la polémica aprobación del Presupuesto para el año 1966, ingresado el 28 de diciembre, sin que se pudieran discutir modificaciones. De este modo, se restringió “el derecho de las minorías a controlar y poder analizar esta ley de tan gran trascendencia”.
El triunfo del peronismo agitó la situación interna de las Fuerzas Armadas. A su vez, fue debilitando los apoyos a Illia dentro de su propio partido; el cual había sido la principal organización política que sostuvo al gobierno de Revolución Libertadora de 1955. Las regulación de la economía, las reglamentaciones sobre alquileres, sus políticas de control de precios y el mayor deterioro de los salarios reales redujeron aún más los apoyos al gobierno nacional.
En la primavera de 1965, la Unión Argentina de Propietarios, el Centro de Propietarios de Córdoba y la Asociación de Propietarios de Mendoza, elaboraron
elaboraron una carta abierta dirigida al general Onganía, titulada “Propietarios argentinos piden amparo al General Onganía”, en la que se dirigían al comandante en jefe del Ejército en su carácter de "custodio de la constitución y la ley”. Las asociaciones patronales denunciaban, en esa carta, que el gobierno de Illia violaba los artículos de la constitución nacional que aseguraban el carácter inviolable de la propiedad privada y los derechos a ejercer las actividades industriales y comerciales. Más aún, consideraban que se intentaba destruirlas “bajo el signo de la demagogia o del sofisma de la función social de la propiedad”, renegando de los valores de la cultura occidental y cristiana.
El Senado de la Provincia cuestionó el documento a través de una declaración legislativa consensuada entre la UCRP y el peronismo, con un solo voto negativo: el del representante del MID, Pablo Miguel. El senador frondicista expresó su “disidencia total” con el proyecto porque rozaba “la personalidad de un militar que merece el unánime respeto de la República por servicios prestados de indudable proyección histórica”.
Previo al golpe de Estado de junio, Páez Molina ya no tenía poder de conducción dentro del radicalismo cordobés. El 9 de enero de 1966, el dirigente serrano, Felipe Celli asumía la presidencia del partido en los preparativos para definir los candidatos de 1967. Las figuras ascendentes eran el intendente capitalino Víctor Martinez y el senador Angeloz.
Finalmente, el 28 de junio se ejecutó el golpe de Estado planificado por el comandante en Jefe del Ejército, general de división Julio Rodolfo Alsogaray. El comandante del Tercer Cuerpo del Ejército,  Gustavo Martínez Zuviría es quien depone a las autoridades provinciales ordenando los arrestos de Páez Molina, Leonelli y parte del gabinete.

### Gabinete gubernamental[14]
| Gabinete gubernamental de Justo Páez Molina 1963-1966 | Gabinete gubernamental de Justo Páez Molina 1963-1966 | Gabinete gubernamental de Justo Páez Molina 1963-1966 |  |
| Cartera                                               | Titular                                               | Período                                               |  |
| ----------------------------------------------------- | ----------------------------------------------------- | ----------------------------------------------------- |  |
| Ministerio de Gobierno                                | Jorge F. Arraya                                       | 17 de mayo de 1963 - 19 de junio de 1966              |  |
| Ministerio de Hacienda                                | Jacinto Roque Tarantino                               | 17 de mayo de 1963 - 19 de junio de 1966              |  |
| Ministerio de Obras Públicas                          | Juan Mario Masjoan Alfredo Loncharich Franich         | 12 de octubre de 1963 - 1965 - 28 de junio de 1966    |  |
| Secretaria de Salud                                   | Abelardo Elías Rahal Manuel Francisco Somoza          |                                                       |  |
| Secretaria de Educación y Cultura                     | Antonio María Hernández Oscar Soto López              |                                                       |  |
| Secretaria General                                    | Oscar Soto López Ramón Mestre                         | 12 de octubre de 1963 - 1965 - 28 de junio de 1966    |  |

### Investigación militar y fallecimiento
El ministro del interior de la dictadura, el abogado y antiguo dirigente del Partido Demócrata de Córdoba Enrique Martínez Paz (hijo), se destaca la investigación promovida sobre la conducta administrativa de Páez Molina bajo una comisión especial, constituida por cerca de 40 oficiales de Intendencia de Ejército y Aeronáutica. Luego de tres meses de informes y estudios patrimoniales, se dictaminó un correcto estado de cuenta e inventario público; concluyendo la labor de la comisión con la extensión de un certificado de probidad a favor del exgobernador.
Pese a los actos de persecución política de la Policía de Córdoba, siguiendo órdenes e instrucciones de los gobernadores militares, los radicales cordobeses se reorganizan paulatinamente. Páez Molina no verá el proceso de reorganización partidaria definitiva de la Unión Cívica Radical, porque fallece en abril de 1969, semanas antes del Congreso de La Cumbre.